# Alexandre Koutepov
Pour les articles homonymes, voir Koutepov.
Alexandre Pavlovitch Koutepov ou Koutiepov (en russe : Александр Павлович Кутепов), né le 16 septembre 1882 à Tcherepovets (Russie) et mort le 6 mai 1930 à Moscou (Russie) est un militaire russe, dirigeant de 1928 à 1930 de l'Union générale des combattants russes, une organisation militante anticommuniste russe blanche. Il est enlevé et assassiné par deux agents de la Guépéou en janvier 1930.

## Biographie
Après la guerre russo-japonaise, il est versé en 1906 dans le régiment Préobrajensky de la garde. Il participe à la Première Guerre mondiale dans ce régiment et est promu en 1916 au rang de colonel. Après la révolution de Février il en devient le dernier commandant le 27 avril 1917. À la suite de la révolution d’Octobre il ordonne la dissolution du régiment et gagne, via Kiev, la région du Don. Le 24 décembre 1917 il s’enrôle dans l’Armée des volontaires.

### Guerre civile

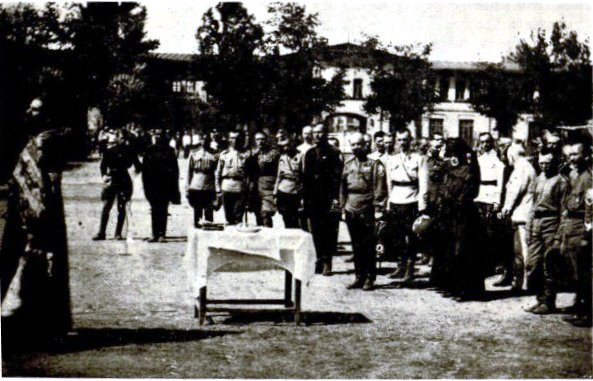
Général Koutepov à Kharkov lors d’une prière du régiment d’assaut de Kornilov en 1919.

Fin 1917 et en janvier 1918, il commande la garnison blanche de Taganrog qu’il parvient à défendre à plusieurs reprises contre les assauts des troupes rouges (ce sont, d’après Anton Ivanovitch Dénikine, les premiers combats sérieux entre les forces bolchéviques nombreuses mais désorganisées et les officiers blancs, peu nombreux mais enthousiastes). Koutepov participe à la première campagne du Kouban comme commandant de la 3e compagnie du 1er régiment d’officiers et, après la mort de M. Nejentsev, lui succède à la tête du régiment d'assaut de Kornilov. Il dirigera cette unité au début de la seconde campagne du Kouban puis, à la mort du général Markov, il prend le commandement de la première division d’infanterie.
À la suite de la prise de Novorossiisk par les troupes blanches Koutepov est nommé gouverneur militaire de la mer Noire et, le 12 novembre 1918, promu général-major.
Lors de l’offensive blanche de 1919, il commande le premier corps d’armée et est promu, pour bravoure face à l’ennemi, lieutenant-général le 23 juin 1919.
Il est proche du général Wrangel.

### Exil
Après la défaite des blancs et l’évacuation de Crimée, il dirige le camp de Gallipoli. Il émigre en France en 1924 et dirige l'Union générale des combattants russes fondée par Piotr Nikolaïevitch Wrangel. Le 26 janvier 1930, en quittant son appartement de la rue Rousselet à Paris, il est enlevé à l'angle de la rue Oudinot par deux agents de la Guépéou, les services soviétiques, et transporté secrètement de Paris en Russie soviétique. Il semble que Koutepov soit mort en route, mais les détails de sa mort sont toujours incertains.
Il sera remplacé par le général Miller à la tête du ROVS. Tout comme Koutepov, Miller sera enlevé, dans des conditions similaires, à Paris en septembre 1937, et assassiné à Moscou en 1939.